# 稲葉みどり
 稲葉 みどり（いなば みどり、1973年11月24日 - ）は、FM青森の契約パーソナリティ、フリーアナウンサー。
趣味・特技はスキー。

## 経歴
- 青森県田舎館村出身。
- エフエムアップルウェーブ（2009年9月末迄）
- FM青森（2012年4月-）

## 現在の担当番組
- RADI-MOTT!
- チャレンジ川柳 むさし流

### 過去の担当番組（FMアップルウエーブ）
- モーニングカフェラッチェ〜情報満載生ワイド!〜
- 午後ワイドGOGOナビゲーション
- 夕やけワイドあかねルート78.8
- 日曜わいわいパラダイス
- 青南プレゼンツ　ブルースパワー
- サタデーイブニングライブRADIOジャンクション（FM青森と同時放送）

## 主なエピソード
- 「気が利くね」と「気が利かないね」をよく言われる。
- 忘れもの番長である。
- 感受性が豊かで、もらい泣きが大得意。